# Kevin Curran
Kevin Curran, född 27 februari 1957 i Hartford i Connecticut, död 25 oktober 2016 i West Hollywood i Los Angeles i Kalifornien, var en amerikansk manusförfattare. Han skrev manus till bland annat Late Night with David Letterman, Våra värsta år och The Simpsons. Han gjorde rösten till hunden Buck i Våra värsta år tillsammans med Cheech Marin.
Han hade två barn tillsammans med författaren Helen Fielding.

## The Simpsons
Curran har skrivit följande avsnitt av The Simpsons:
- "We're on the Road to D'owhere"
- "Don't Fear the Roofer"
- "My Big Fat Geek Wedding"
- "I'm Spelling as Fast as I Can"
- "Treehouse of Horror XIII" (the Island of Dr. Hibbert-delen)
- "The Wife Aquatic"